# Los que Iban Cantando
Los que Iban Cantando va ser un grup musical uruguaià, inscrit dins el moviment de resistència cultural a la dictadura cívic-militar, l'anomenat cant popular uruguaià.

## Història
El grup va sorgir en 1977 com un col·lectiu de solistes. En la seva primera formació va estar integrat per Jorge Lazaroff, Jorge Bonaldi, Luis Trochón i Jorge Galemire. Al poc temps, Galemire va deixar el grup i es va integrar Jorge Di Pólito i Carlos Da Sliveira.
El 1983 es van separar i van tornar a ajuntar-se el 1987 amb la integració de: Jorge Lazaroff, Jorge Bonaldi, Luis Trochón i Edú Lombardo. També va arribar a integrar el grup Walter Venencio. El grup es va dissoldre el 1989 després de la mort de Jorge Lazaroff. El grup pren el seu nom d'un poema de Circe Maia, convertit en cançó per Lazaroff.
La seva recerca musical es va basar en el folklore llatinoamericà, el tango i la murga. Van mostrar una faceta experimental important, jugant amb els sons i apel·lant a l'humor.

## Discografia
- Uno (Ayuí / Tacuabé a/e14. 1977)
- Dos (Ayuí / Tacuabé a/e16. 1978)
- Juntos (Ayuí / Tacuabé a/e28. 1981)
- Enloquecidamente (Ayuí / Tacuabé a/e63k. 1987)

### Reedicions
- Uno - Dos (Ayuí / Taccuabé ae204cd)
- Enloquecidamente (Ayuí / Taccuabé pd 2002. 1999)